# 宋鏜
宋镗（1461年—？），字子声，直隶河间府静海縣人，匠籍，明朝政治人物。

## 生平
順天府鄉試第四名舉人。弘治十二年（1499年）中式己未科會試第一百九十二名，二甲第七十五名進士。歷官光禄寺丞，正德十一年（1516年）正月升本寺少卿。

## 家族
曾祖宋讓；祖宋宽；父宋凤。母彭氏。慈侍下。兄镪。弟鐶。